# Heinrich von Morungen
Heinrich von Morungen († al voltant de 1220 a Leipzig) va ser un conegut poeta, o Minnesänger, alemany de la baixa edat mitjana.
Va ser el trobador més notable abans de Walter von der Vogelweide. Va ser cavaller del marcgravi de Meissen i va prendre el seu nom del poble de Morungen, prop de Sangerhausen.
Va viure a finals del segle xii i principis del xiii, i va passar probablement els últims anys de la seva vida a Leipzig, on figura, entre 1212 i 1221, com a miles emeritus en els documents de l'època.
Els seus cants, que desborden sentiment i que es distingeixen per la riquesa de fantasia, moltes vegades influïda pels trobadors francesos, es poden veure a Des Minnesangs Frühling, de Karl Lachmann i Moriz Haupt (4a. ed., Leipzig, 1888), i a Deutsche Liederdichter des 12-14 Jahrhundert, de Karl Bartsch (4a. ed., Berlín, 1901).

## Pel·lícula
- El carrer dels trobadors (Strasse der Troubadoure, 2002). Pel·lícula de Peter Pannke sobre el possible viatge a l'Índia de Heinrich von Morungen.